# Xfrog
Xfrog ist eine Software der Firma  Xfrog Inc. (Los Angeles) zur fotorealistischen Modellierung und Animation von 3D-Pflanzen und anderen organischen Strukturen.
Das Programm wurde 1996 an der Universität Karlsruhe im Rahmen einer Diplomarbeit geschrieben und ist seitdem am Zentrum für Kunst und Medientechnologie (ZKM) künstlerisch und wissenschaftlich weiterentwickelt worden. Die Entwickler sind Bernd Lintermann und Oliver Deussen.

## Standalone-Version
Die Standalone Software Xfrog präsentiert sich dem Benutzer als integrierte Modellierumgebung. Mit Xfrog werden unter einer übersichtlichen Benutzeroberfläche die digitalen Pflanzen oder organischen Modelle aus einzelnen Komponenten zusammengesetzt, die vom Benutzer zu einem Graphen verbunden werden. Der Graph beschreibt dadurch den gesamten strukturellen Aufbau des jeweiligen Modells.

## Plug-in-Version
Das ursprünglich von Timm Dapper komplett neu geschriebene Xfrog 4 wird als Plug-in direkt in die jeweilige 3D-Applikation integriert und bisher für Cinema 4D und Maya erhältlich, ist jedoch für weitere Programme geplant, u. a. 3ds Max und LightWave. Dadurch können sämtliche Funktionen von Xfrog (etwa Aststrukturen) mit denen der 3D-Applikation (etwa Animationen) verbunden werden.

## Pflanzenbibliotheken
Um nicht alle möglichen digitalen Pflanzen selbst modellieren zu müssen, bietet die Firma greenworks organic software neben der Xfrog-Software auch eine umfangreiche Sammlung professioneller Pflanzenmodelle an – die XfrogPlants. In insgesamt 20 Bibliotheken stehen über 1200 Pflanzenmodelle von mehr als 350 Arten zur Verfügung.
Das Programm ist sowohl für den Amateurbereich als auch für die professionelle Anwendung gedacht, da es sich in die verschiedensten Formate exportieren und in viele 3D-Programme via Plug-in oder Import Filter integrieren lässt.
Xfrog kann in Architektur, Landschaftsplanung und Botanik eingesetzt werden, wird aber auch in Computerspielen und Filmen angewendet.